# Cryptoparlatorea
Cryptoparlatorea är ett släkte av insekter. Cryptoparlatorea ingår i familjen pansarsköldlöss.
Kladogram enligt Catalogue of Life:
| Cryptoparlatorea | \| \| Cryptoparlatorea leucaspis \| \| \| \| \| \| Cryptoparlatorea pini \| \| \| \| |
|                  | \| \| Cryptoparlatorea leucaspis \| \| \| \| \| \| Cryptoparlatorea pini \| \| \| \| |
|                  | Cryptoparlatorea leucaspis                                                           |
|                  |                                                                                      |
|                  | Cryptoparlatorea pini                                                                |
|                  |                                                                                      |